# 다나베 지카라
다나베 지카라(일본어: 田南部 力, 1975년 4월 20일~)는 일본의 레슬링 선수, 지도자이다. 2004년 하계 올림픽 남자 자유형 페더급 동메달을 획득했으며 아시안 게임에서 은메달 1개를 획득했다.

## 개인사
딸인 다나베 유메카 또한 레슬링 선수이다.